# Jerzy Synkelos
Jerzy Synkelos, łac.:Georgius Syncellus, Jerzy Syncellus (Syncel) (gr.: Γεώργιος Σύγκελλος, Georgios Synkellos, zm. 810/811) – mnich bizantyński, syncel, pisarz chrześcijański i historiograf.

## Osoba
Jerzy Synkelos żył w drugiej połowie VIII wieku. Młodość spędził jako zakonnik w Ziemi Świętej. Później przeniósł się do Konstantynopola, gdzie został osobistym sekretarzem, sýnkellos, patirarchy Tarazjusza (784-806). Po śmierci patriarchy powrócił do monasteru. Zmarł w roku 810/811. Ponieważ wyższe urzędy, takie jak synkellos, przyznawane były osobom wysoko urodzonym, jest możliwe, że Jerzy był członkiem znaczącego rodu. Teofan Wyznawca nazywa Jerzego opatem.

## Dzieło
W klasztorze, pod koniec życia, zaczął opracowywać Kronikę ((gr.) Ἐκλογὴ τῆς χρονογραφίας, Eklogé chronographías) rozpoczynającą się od stworzenia świata, którą doprowadził do wstąpienia na tron cesarza Dioklecjana (284 rok).
Kronika Synkelosa jest niezwykle ważna dla ustalenia chronologii chrześcijańskiej. Kronikarz rozłożył cały materiał na lata, wstawiając w centrum dzieła tablice chronologiczne z odpowiednimi komentarzami. Wartość przekazanych danych jest nierówna. Dokładniej przedstawiony został okres do narodzin Chrystusa i powstania Kościoła. Dzieje cesarzy opisał Synkelos pobieżnie, a nawet niedbale, w oparciu o Kanony Ewangelii Euzebiusza z Cezarei i Kroniki Doksipposa.
Głównym źródłem Synkelosa jest dzieło Panodorosa lub jakaś późniejsza kompilacja oparta głównie na Panodorosie. Z dzieła tego zaczerpnął Synkelos wiadomości o dziejach Egiptu i jego władcach oraz znajomość Kanonu Manethona w redakcji Juliusza Afrykana i Euzebiusza z Cezarei. Odmiennie od autora Kroniki Wielkanocnej, stworzenie świata datował, za Panodorosem, na 1 września 5493 roku p.n.e., według ery aleksandryjskiej. Synkelos korzystał także z zaginionej Kroniki świata Anonniosa (412 rok), twórcy 532-letniego cyklu paschalnego, z Septuaginty, Nowego Testamentu, pism Ojców Kościoła, Grzegorza z Nazjanzu i Jana Chryzostoma.
Późniejsi autorzy bizantyńscy rzadko korzystali z Eklogi Synkelosa, trudnej, pozbawionej atrakcyjnej treści i ozdób stylistycznych. Niedokończone dzieło Synkelosa kontynuował po jego śmierci, jego serdeczny przyjaciel Teofan Wyznawca.